# Farman
Az Avions Farman egy francia repülőgépgyártó cég volt, amely az első világháborúban elsősorban felderítő és bombázó gépeket, a háború után pedig civil utasszállítókat és sportgépeket készített. 1936-ban szűnt meg, amikor államosították a francia repülőgépipart és a cégeket egyesítették. A Farman 1931-ig autókat is gyártott.

## Története

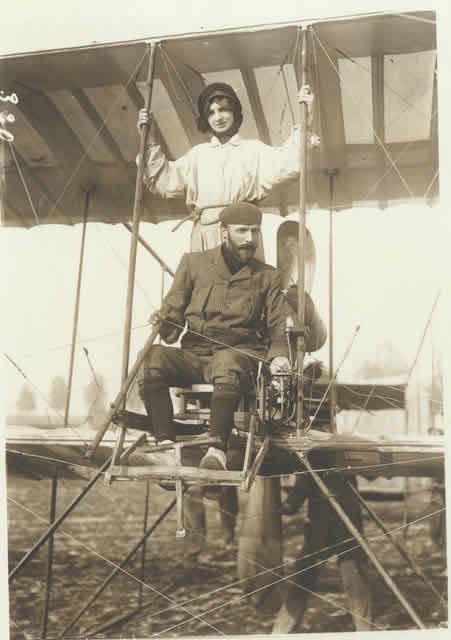
Henri Farman és egy utasa (1913)

A céget három fivér, Richard, Henri és Maurice Farman alapította.  Henri Farman 1907-ben vásárolta első repülőgépét Gabriel Voisintől és számos rekordot állított fel vele. Ötleteit és újításait beleépítette a Voisin-Farman I majd Farman II modellbe. Csűrőlapokat épített a szárnyba és gumírozott vászonnal burkolta be azokat. A Farman II-t Voisin eladta a brit John Moore-Brabazonnak, aki aztán azt Angliában adta tovább. Az eset feldühítette Farmant, aki 1909 elején megszakította a kapcsolatot Voisinnel és saját repülőgépet kezdett el építeni.
1936-ban a kormány állami tulajdonba vette és egyesítette a repülőgépgyártó vállalatokat. A Farman beolvadt a Société Nationale de Constructions Aéronautiques du Centre (SNCAC)-ba. 1941-nem a Farman-fivérek újraalapították a céget Société Anonyme des Usines Farman (SAUF) néven, de három évvel később felvásárolta őket a Sud-Ouest. Maurice fia, Marcel Farman 1952-ben ismét létrehozta a SAUF-ot, de négy évvel később tönkrement.
A Farman-fivérek 1908 és 1941 között több mint 200 modellt terveztek és építettek meg.

## A Farman által gyártott repülőgépek
A típusszámban a HF rövidítés Henri Farman, az MF Maurice Farman tervezését jelenti
- Farman III (1909)
- Farman MF.7 Longhorn (1913)
- Farman MF.11 Shorthorn (1913)

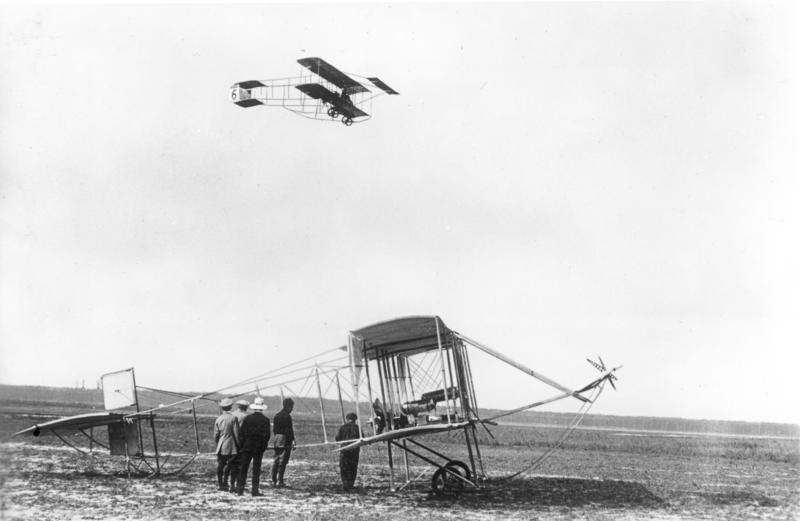
Farman III a levegőben (Berlin, 1910)

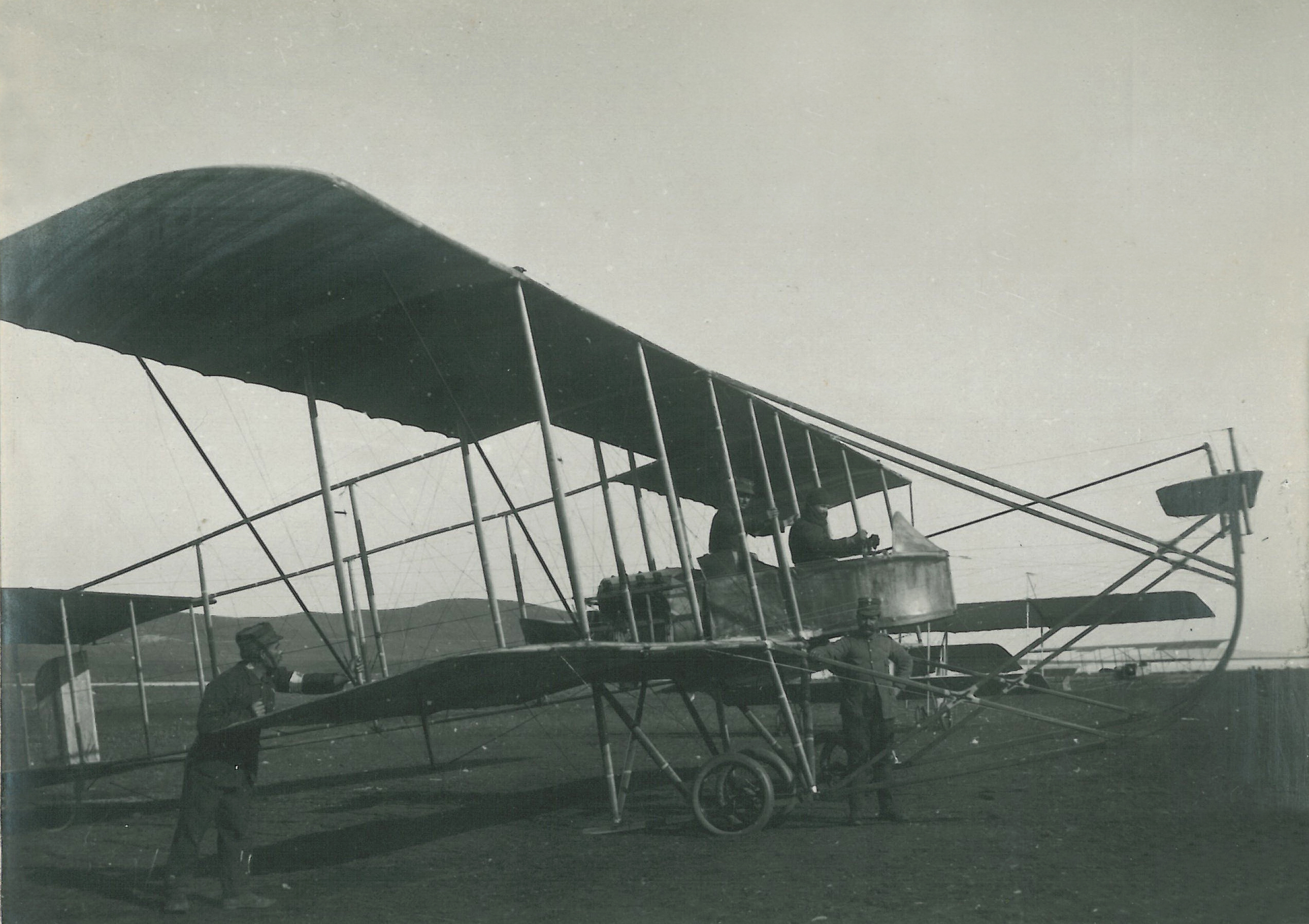
MF.7 Longhorn, Préveza 1912

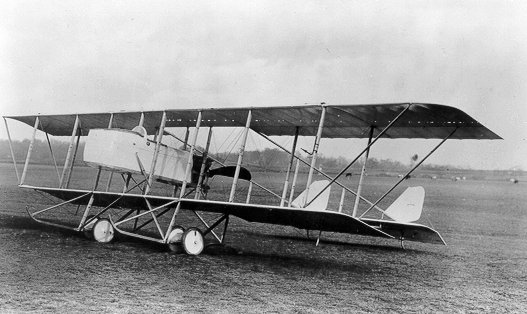
MF.11 Shorthorn 1915

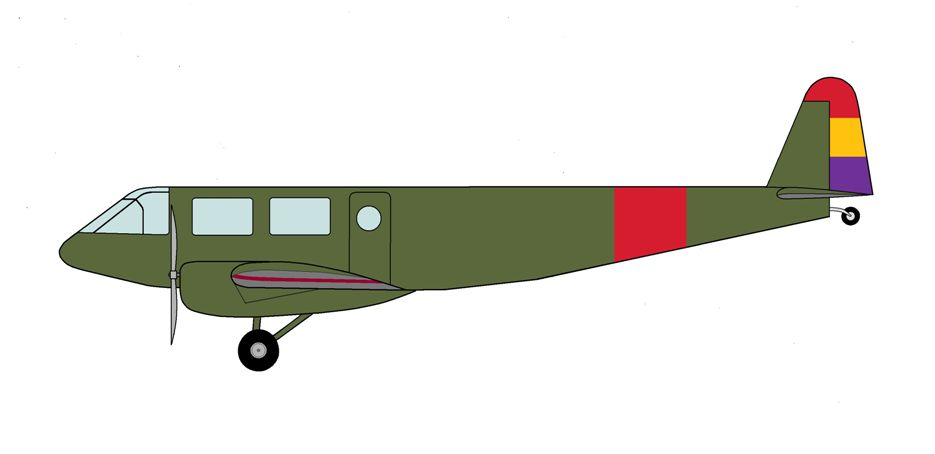
Farman F.430 1934

- Farman HF.14 - kétüléses hidroplán (1912)
- Farman HF.20 - kétfedelű felderítő (1913)
- Farman F.30 - kétüléses, kétfedelű katonai gép (1915)[4]
- Farman F.40 - egymotoros felderítő (1915)
- Farman HF.30 - kétfedelű vadász (1916)
- Farman F.31 - vadász prototípus (1918)[5]
- Farman F.50 - kétfedelű bombázó (1918)
- Farman F.60 Goliath kétmotoros bombázó/utasszállító (1919)
  - Farman F.60 Torp - torpedóvető hidroplán változat (1920-as évek)
- Farman Moustique - sportgép (1919)
- Farman Sport - sportgép (1919)
- Farman B.2 - kétfedelű bombázó (1920-as évek)
- Farman BN.4 - nagy hatótávú éjszakai bombázó (1922)
- Farman F.80 - gyakorlógép (1921)
- Farman F.90 - utasszállító (1921)
- Farman F.110 - tüzérségi tűzirányzó (1921)
- Farman F.51 - felderítő hidroplán (1922)
- Farman F.120 - négymotoros bombázó/utasszállító (1923)
- Farman F.140 Super Goliath - éjszakai nehézbombázó (1924)
- Farman A.2 - egyfedelű megfigyelő (1924)
- Farman F.130 - nagy hatótávú éjszakai bombázó (1925)
- Farman F.170 Jabiru - egymotoros utasszállító (1925)
- Farman F.150 - kétfedelű bombázó (1926)
- Farman F.160 - torpedóvető hidroplán (1928)
- Farman F.180 - kétfedelű utasszállító (1928)
- Farman F.190 - magánrepülőgép (1928)
- Farman F.200 - magánrepülőgép (1929)
- Farman F.230 - túragép (1930)
- Farman F.250 - utasszállító (1931)
- Farman F.280 - postagép (1931)
- Farman F.211 - bombázó (1932)
- Farman F.220 - négymotoros nehézbombázó (1932)
- Farman F.1000, F.1001 és F.1002 magaslégköri kísérleti gépek (1932-5)
- Farman F.1010 - 33 mm-es gépágyús kísérleti repülőgép (1933)
- Farman F.1020 - kísérleti repülőgép (1933)
- Farman F.270 - bombázó/torpedóvető hidroplán (1934)
- Farman F.300 - utasszállító (1930)
- Farman F.370 - együléses sportgép (1933)
- Farman F.380 - együléses sportgép (1933)
- Farman F.400 - háromüléses, kabinos egyfedelű (1934)
- Farman F.420 - többfunkciós katonai gép (1934)
- Farman F.430 - könnyű szállítógép (1934)
- Farman F.460 Alize - gyakorló és túrarepülő (1930-as évek)
- Farman F.480 Alize - gyakorló és túrarepülő (1936)
- Farman NC.470 - hatüléses gyakorló és felderítő hidroplán (1938)
- Farman NC.471 - hatüléses gyakorló és felderítő hidroplán (1938)
- Farman F.500 - kétüléses gyakorlórepülő (1952)

## Automobilok

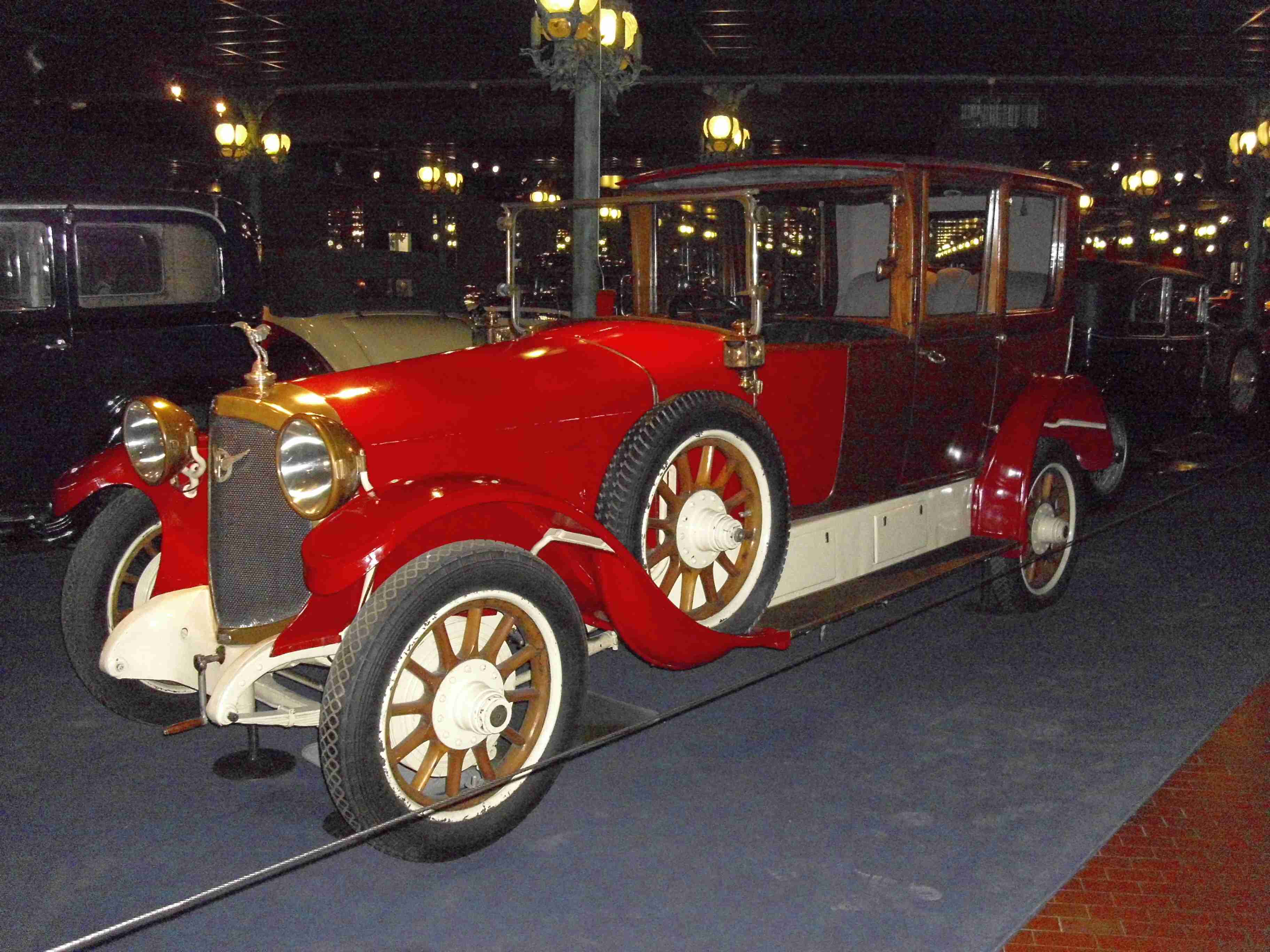
Farman A 6 (1923)

- Farman 12 CV (1902)
- Farman A 6 (1919–1923)
- Farman A 6 B (1923–1927)
- Farman NF (1927–1929)
- Farman NF 2 (1929–1931)

## Fordítás
- Ez a szócikk részben vagy egészben  a   Farman Aviation Works című angol Wikipédia-szócikk ezen változatának fordításán alapul.  Az eredeti cikk szerkesztőit annak laptörténete sorolja fel. Ez a jelzés csupán a megfogalmazás eredetét és a szerzői jogokat jelzi, nem szolgál a cikkben szereplő információk forrásmegjelöléseként.